# Жіноча збірна Росії з футболу
Жіноча збірна Росія з футболу — національна збірна команда Росії з жіночого футболу, якою керує Російський футбольний союз. З грудня 2020 року головним тренером команди є Юрій Красножан, який змінив на тренерському містку Олену Фоміну.
Збірна Росії брала участь у двох чемпіонатах світу (1999, 2003) та 5-ти чемпіонатах Європи (1997, 2001, 2009, 2013 та 2017).
Як чоловіча команда, жіноча збірна Росії є прямою спадкоємицею жіночих збірних СНД і СРСР.
28 лютого 2022 року через повномасштабне вторгнення Росії в Україну та згідно з рекомендацією Міжнародного олімпійського комітету (МОК), ФІФА та УЄФА призупинили участь Росії, зокрема в жіночому чемпіонаті Європи 2022 року. Російський футбольний союз безуспішно оскаржив заборону ФІФА та УЄФА в Спортивному арбітражному суді, який залишив заборону в силі.

## Історія

### Початок
Росія не пройшла кваліфікацію до чемпіонату Європи 1993, програвши сбірній Німеччини. У 1997 році пройшли кваліфікацію до фінального турніру, але одного разу зазнали поразки від Швеції, Франції, яку вони перемогли в попередніх змаганнях, та Іспанії. Однак вони були серед шести європейських команд, які потрапили на жіночий чемпіонат світу 1999 року завдяки двом перемогам у плей-оф проти Фінляндії з загальним рахунком 2:1, а перемоги над Японією та Канадою принесли їм чвертьфінал, де росіянки поступилися майбутнім фіналістам, Китаю.

### На рубежі XXI століття
Росія без поразок пройшли до континентального фіналу 2001 року, але здобули лише очко проти Англії на груповому етапі. Згодом збірна успішно подолала кваліфікацію чемпіонату світу 2003 року, де вона знову дійшла до чвертьфіналу, в якому з рахунком 1:7 поступилися Німеччині. Після цього в результатах почався спад, Фінляндія помстилася за поразку 1999 року, обігравши Росію в плей-оф жіночого чемпіонату Європи, а потім Росія мала зіграти внічию з Німеччиною у кваліфікації чемпіонату світу 2007.

### Новітній період
Молода учасниця збірної 2003 року Олена Данілова надихнула перемогою на молодіжному жіночому чемпіонаті Європи (U-19) 2005 році, першому чемпіонство пострадянської національної збірної на будь-якому рівні. Хоча в нападниці були проблеми з травмами, багато її партнерок по молодіжці перейшли до основної команди, і Росія зрештою вийшла у фінальну частину чемпіонату Європи 2009 році, здобувши успіх у плей-оф проти Шотландії. На турнірі Росія потрапила в групу С зі Швецією, Італією та Англією. Команда не змогла пройти груповий етап й зайняла останнє місце, оскільки програла всі три матчі, забила 2 і пропустила 8 м'ячів.
У кваліфікації жіночого чемпіонату світу 2011 року потрапила в групу 6, разом зі Швейцарією, Республікою Ірландія, Ізраїлем і Казахстаном, де Росія вилетіла на груповому етапі, оскільки завершила груповий етап позаду Швейцарії.
13 квітня 2021 року перемогла Португалію з рахунком 1:0 і вийшла на жіночий чемпіонат Європи 2022 року. Однак 28 лютого 2022 року, через повномасштабне вторгнення Росії в Україну та згідно з рекомендацією Міжнародного олімпійського комітету (МОК), ФІФА та УЄФА призупинили участь Росії, зокрема й у жіночому чемпіонаті Європи 2022 року. Російський футбольний союз безуспішно оскаржив заборони ФІФА та УЄФА в Спортивному арбітражному суді, який залишив вирок попередньої інстанції в силі.

## Матчі після початку повномасштабного вторгнення в Україну
28 лютого 2022 року ФІФА та УЄФА відсторонили збірну від участі в усіх змаганнях під своєю егідою через повномасштабне російське вторгнення в Україну. Після цього команда має можливість грати лише товариські матчі.
| 7 жовтня 2022 |

| Білорусь | 0–2      | Росія |
| -------- | -------- | ----- |
|          | Протокол |       |

| «Борисов-Арена», Борисов, Білорусь |

| 10 жовтня 2022 |

| Білорусь | 2–2      | Росія |
| -------- | -------- | ----- |
|          | Протокол |       |

| «Трактор», Мінськ, Білорусь |

| 11 листопада 2022 |

| Сербія | 1–0      | Росія |
| ------ | -------- | ----- |
|        | Протокол |       |

| Спортцентр ФС Сербії, Стара Пазова, Сербія |

| 14 листопада 2022 |

| Сербія | 0–1      | Росія |
| ------ | -------- | ----- |
|        | Протокол |       |

| Спортцентр ФС Сербії, Стара Пазова, Сербія |

| 7 квітня 2023 |

| Білорусь | 0–0      | Росія |
| -------- | -------- | ----- |
|          | Протокол |       |

| Стадіон ФК «Мінськ», Мінськ, Білорусь |

| 10 квітня 2023 |

| Білорусь | 0–2      | Росія |
| -------- | -------- | ----- |
|          | Протокол |       |

| Стадіон ФК «Мінськ», Мінськ, Білорусь |

| 1 липня 2023 |

| КНР | 1–0      | Росія |
| --- | -------- | ----- |
|     | Протокол |       |

| «Консон», Циндао, Китайська Народна Республіка |

| 4 липня 2023 |

| КНР | 2–1      | Росія |
| --- | -------- | ----- |
|     | Протокол |       |

| «Консон», Циндао, Китайська Народна Республіка |

| 14 липня 2023 |

| Росія | 4–0      | Іран |
| ----- | -------- | ---- |
|       | Протокол |      |

| Центральний стадіон, Казань, Росія |

| 18 липня 2023 |

| Росія | 2–0      | Іран |
| ----- | -------- | ---- |
|       | Протокол |      |

| УТБ «Новогорськ-Динамо», Хімки, Росія |

| 26 жовтня 2023 Неофіційний матч |

| Аргентина U-20 | 0–1      | Росія |
| -------------- | -------- | ----- |
|                | Протокол |       |

| Спортивний комплекс Ліонеля Андреса Мессі, Есейса, Аргентина |

| 30 жовтня 2023 Неофіційний матч |

| Аргентина U-20 | 0–0      | Росія |
| -------------- | -------- | ----- |
|                | Протокол |       |

| Міський стадіон, Касерос, Аргентина |

| 30 листопада 2023 |

| Парагвай | 0–3      | Росія |
| -------- | -------- | ----- |
|          | Протокол |       |

| «Іпане», Іпане, Парагвай |

| 3 грудня 2023 |

| Парагвай | 1–1      | Росія |
| -------- | -------- | ----- |
|          | Протокол |       |

| «Іпане», Іпане, Парагвай |

| 27 лютого 2024 |

| Росія | 4–0      | Ботсвана |
| ----- | -------- | -------- |
|       | Протокол |          |

| Kaya Palazzo Golf Resort, Белек, Туреччина |

| 4 квітня 2024 |

| Росія | 4–0      | Еквадор |
| ----- | -------- | ------- |
|       | Протокол |         |

| Sueno Hotels Deluxe Sports Center, Серік, Туреччина |

| 8 квітня 2024 |

| Росія | 3–2      | Еквадор |
| ----- | -------- | ------- |
|       | Протокол |         |

| Sueno Hotels Deluxe Sports Center, Серік, Туреччина |

## Статистика виступів

### Чемпіонати світу
| Досягнення на чемпіонаті світу | Досягнення на чемпіонаті світу | Досягнення на чемпіонаті світу | Досягнення на чемпіонаті світу | Досягнення на чемпіонаті світу | Досягнення на чемпіонаті світу | Досягнення на чемпіонаті світу | Досягнення на чемпіонаті світу | Досягнення на чемпіонаті світу |                                      | Досягнення в кваліфікації            | Досягнення в кваліфікації            | Досягнення в кваліфікації            | Досягнення в кваліфікації            | Досягнення в кваліфікації            | Досягнення в кваліфікації            | Досягнення в кваліфікації |
| Рік                            | Результат                      | Іг                             | В                              | Н*                             | П                              | ЗМ                             | ПМ                             | РМ                             | Іг                                   | В                                    | Н*                                   | П                                    | ЗМ                                   | ПМ                                   | РМ                                   |                           |
| 1991                           | Не брала участь                | Не брала участь                | Не брала участь                | Не брала участь                | Не брала участь                | Не брала участь                | Не брала участь                | Не брала участь                | чемпіонат Європи 1991                | чемпіонат Європи 1991                | чемпіонат Європи 1991                | чемпіонат Європи 1991                | чемпіонат Європи 1991                | чемпіонат Європи 1991                | чемпіонат Європи 1991                |                           |
| 1995                           | Не кваліфікувалася             | Не кваліфікувалася             | Не кваліфікувалася             | Не кваліфікувалася             | Не кваліфікувалася             | Не кваліфікувалася             | Не кваліфікувалася             | Не кваліфікувалася             | чемпіонат Європи 1995                | чемпіонат Європи 1995                | чемпіонат Європи 1995                | чемпіонат Європи 1995                | чемпіонат Європи 1995                | чемпіонат Європи 1995                | чемпіонат Європи 1995                |                           |
| 1999                           | 1/4 фіналу                     | 4                              | 2                              | 0                              | 2                              | 10                             | 5                              | +5                             | 8                                    | 6                                    | 0                                    | 2                                    | 19                                   | 11                                   | +8                                   |                           |
| 2003                           | 1/4 фіналу                     | 4                              | 2                              | 0                              | 2                              | 6                              | 9                              | −3                             | 6                                    | 3                                    | 2                                    | 1                                    | 10                                   | 6                                    | +4                                   |                           |
| 2007                           | Не кваліфікувалася             | Не кваліфікувалася             | Не кваліфікувалася             | Не кваліфікувалася             | Не кваліфікувалася             | Не кваліфікувалася             | Не кваліфікувалася             | Не кваліфікувалася             | 8                                    | 6                                    | 0                                    | 2                                    | 24                                   | 9                                    | +15                                  |                           |
| 2011                           | Не кваліфікувалася             | Не кваліфікувалася             | Не кваліфікувалася             | Не кваліфікувалася             | Не кваліфікувалася             | Не кваліфікувалася             | Не кваліфікувалася             | Не кваліфікувалася             | 8                                    | 6                                    | 1                                    | 1                                    | 30                                   | 6                                    | +24                                  |                           |
| 2015                           | Не кваліфікувалася             | Не кваліфікувалася             | Не кваліфікувалася             | Не кваліфікувалася             | Не кваліфікувалася             | Не кваліфікувалася             | Не кваліфікувалася             | Не кваліфікувалася             | 10                                   | 7                                    | 1                                    | 2                                    | 19                                   | 18                                   | +1                                   |                           |
| 2019                           | Не кваліфікувалася             | Не кваліфікувалася             | Не кваліфікувалася             | Не кваліфікувалася             | Не кваліфікувалася             | Не кваліфікувалася             | Не кваліфікувалася             | Не кваліфікувалася             | 8                                    | 4                                    | 1                                    | 3                                    | 16                                   | 13                                   | +3                                   |                           |
| 2023                           | Дискваліфікована ФІФА          | Дискваліфікована ФІФА          | Дискваліфікована ФІФА          | Дискваліфікована ФІФА          | Дискваліфікована ФІФА          | Дискваліфікована ФІФА          | Дискваліфікована ФІФА          | Дискваліфікована ФІФА          | Дикваліфікована під час кваліфікації | Дикваліфікована під час кваліфікації | Дикваліфікована під час кваліфікації | Дикваліфікована під час кваліфікації | Дикваліфікована під час кваліфікації | Дикваліфікована під час кваліфікації | Дикваліфікована під час кваліфікації |                           |
| Загалом                        | 2/9                            | 8                              | 4                              | 0                              | 4                              | 16                             | 14                             | +2                             | 48                                   | 32                                   | 5                                    | 11                                   | 118                                  | 63                                   | +55                                  |                           |

*Нічия включає матчі на вибування післяматчеві пенальті.
| Історія виступів по матчах на чемпіонаті світу | Історія виступів по матчах на чемпіонаті світу | Історія виступів по матчах на чемпіонаті світу | Історія виступів по матчах на чемпіонаті світу | Історія виступів по матчах на чемпіонаті світу | Історія виступів по матчах на чемпіонаті світу |
| Рік                                            | Раунд                                          | Дата                                           | Суперник                                       | Результат                                      | Стадіон                                        |
| ---------------------------------------------- | ---------------------------------------------- | ---------------------------------------------- | ---------------------------------------------- | ---------------------------------------------- | ---------------------------------------------- |
| 1999                                           | Груповий етап                                  | 20 червня                                      | Норвегія                                       | П 1–2                                          | Стадіон Фоксборо, Фоксборо                     |
| 1999                                           | Груповий етап                                  | 23 червня                                      | Японія                                         | В 5–0                                          | Сівік, Портленд                                |
| 1999                                           | Груповий етап                                  | 26 червня                                      | Канада                                         | В 4–1                                          | Джаєнтс Стедіум, Іст-Ратерфорд                 |
| 1999                                           | 1/4 фіналу                                     | 30 червня                                      | КНР                                            | П 0–2                                          | Спартан, Сан-Хосе                              |
| 2003                                           | Груповий етап                                  | 21 вересня                                     | Австралія                                      | В 2–1                                          | СтабХаб Центр, Карсон                          |
| 2003                                           | Груповий етап                                  | 25 вересня                                     | Гана                                           | В 3–0                                          | СтабХаб Центр, Карсон                          |
| 2003                                           | Груповий етап                                  | 28 вересня                                     | КНР                                            | П 0–1                                          | Провіденс Парк, Портленд                       |
| 2003                                           | 1/4 фіналу                                     | 2 жовтня                                       | Німеччина                                      | П 1–7                                          | Провіденс Парк, Портленд                       |

### Чемпіонат Європи
| Досягнення на чемпіонаті Європи | Досягнення на чемпіонаті Європи | Досягнення на чемпіонаті Європи | Досягнення на чемпіонаті Європи | Досягнення на чемпіонаті Європи | Досягнення на чемпіонаті Європи | Досягнення на чемпіонаті Європи | Досягнення на чемпіонаті Європи |                 | Досягнення в кваліфікації | Досягнення в кваліфікації | Досягнення в кваліфікації | Досягнення в кваліфікації | Досягнення в кваліфікації | Досягнення в кваліфікації | Досягнення в кваліфікації |
| Рік                             | Результат                       | Іг                              | В                               | Н*                              | П                               | ЗМ                              | ПМ                              | Іг              | В                         | Н*                        | П                         | ЗМ                        | ПМ                        |                           |                           |
| з 1984 по 1989                  | Не існувала                     | Не існувала                     | Не існувала                     | Не існувала                     | Не існувала                     | Не існувала                     | Не існувала                     | Не існувала     | Не існувала               | Не існувала               | Не існувала               | Не існувала               | Не існувала               |                           |                           |
| 1991                            | Не брала участь                 | Не брала участь                 | Не брала участь                 | Не брала участь                 | Не брала участь                 | Не брала участь                 | Не брала участь                 | Не брала участь | Не брала участь           | Не брала участь           | Не брала участь           | Не брала участь           | Не брала участь           |                           |                           |
| 1993                            | Не кваліфікувалася              | Не кваліфікувалася              | Не кваліфікувалася              | Не кваліфікувалася              | Не кваліфікувалася              | Не кваліфікувалася              | Не кваліфікувалася              | 6               | 3                         | 2                         | 1                         | 7                         | 9                         |                           |                           |
| 1995                            | Не кваліфікувалася              | Не кваліфікувалася              | Не кваліфікувалася              | Не кваліфікувалася              | Не кваліфікувалася              | Не кваліфікувалася              | Не кваліфікувалася              | 8               | 4                         | 2                         | 2                         | 9                         | 9                         |                           |                           |
| 1997                            | Груповий етап                   | 3                               | 0                               | 0                               | 3                               | 2                               | 6                               | 6               | 3                         | 2                         | 1                         | 10                        | 3                         |                           |                           |
| 2001                            | Груповий етап                   | 3                               | 0                               | 1                               | 2                               | 1                               | 7                               | 6               | 6                         | 0                         | 0                         | 19                        | 4                         |                           |                           |
| 2005                            | Не кваліфікувалася              | Не кваліфікувалася              | Не кваліфікувалася              | Не кваліфікувалася              | Не кваліфікувалася              | Не кваліфікувалася              | Не кваліфікувалася              | 10              | 5                         | 2                         | 3                         | 23                        | 12                        |                           |                           |
| 2009                            | Груповий етап                   | 3                               | 0                               | 0                               | 3                               | 2                               | 8                               | 10              | 7                         | 1                         | 2                         | 29                        | 11                        |                           |                           |
| 2013                            | Груповий етап                   | 3                               | 0                               | 2                               | 1                               | 3                               | 5                               | 12              | 8                         | 2                         | 2                         | 34                        | 7                         |                           |                           |
| 2017                            | Груповий етап                   | 3                               | 1                               | 0                               | 2                               | 2                               | 5                               | 8               | 4                         | 2                         | 2                         | 14                        | 9                         |                           |                           |
| 2022                            | Дискваліфікована                | Дискваліфікована                | Дискваліфікована                | Дискваліфікована                | Дискваліфікована                | Дискваліфікована                | Дискваліфікована                | 12              | 9                         | 1                         | 2                         | 24                        | 6                         |                           |                           |
| Загалом                         | 6/13                            | 15                              | 1                               | 3                               | 11                              | 10                              | 31                              | 78              | 49                        | 14                        | 15                        | 169                       | 70                        |                           |                           |

*Нічия включає матчі на вибування післяматчеві пенальті.

### Кубок Алгарве
Кубок Алгарве — це всесвітній товариський турнір для національних збірних із жіночого футболу, який проводить Португальська футбольна федерація (ФПФ). Щорічно проводиться в португальському регіоні Алгарве з 1994 року, одна з найпрестижніших подій у жіночому футболі, поряд із чемпіонатом світу та жіночим олімпійським футбольним турніром.
| Рік       | Результат       | Матчі           | Перемоги        | Нічиї           | Поразки         | ЗМ              | ПМ              |
| --------- | --------------- | --------------- | --------------- | --------------- | --------------- | --------------- | --------------- |
| 1994–1995 | Не брала участь | Не брала участь | Не брала участь | Не брала участь | Не брала участь | Не брала участь | Не брала участь |
| 1996      | 5-те            | 4               | 1               | 1               | 2               | 3               | 6               |
| 1997–2013 | Не брала участь | Не брала участь | Не брала участь | Не брала участь | Не брала участь | Не брала участь | Не брала участь |
| 2014      | 9-те            | 4               | 2               | 0               | 2               | 7               | 6               |
| 2015      | Не брала участь | Не брала участь | Не брала участь | Не брала участь | Не брала участь | Не брала участь | Не брала участь |
| 2016      | 6-те            | 4               | 1               | 1               | 2               | 1               | 8               |
| 2017      | 8-е             | 4               | 1               | 0               | 3               | 3               | 12              |
| 2018      | 12-те           | 4               | 0               | 0               | 4               | 2               | 9               |
| Загалом   | 5/25            | 20              | 5               | 2               | 13              | 16              | 41              |

- Кубок Альбени
  -  Володар (3): 1999, 2001, 2004

## Тренери збірної
| 1989–1994     | Олег Лапшин       |
| 1994–2008     | Юрій Бистрицький  |
| 2008–2011     | Ігор Шалімов      |
| 2011          | Вера Паув         |
| 2011–2012     | Фарід Бенстіті    |
| 2012          | Володимир Антонов |
| 2012–2015     | Сергій Лаврентьєв |
| 2015–2020     | Олена Фоміна      |
| 2020–теп. час | Юрій Красножан    |

## Суперники
1 травня 1992 року жіноча збірна Росії стала офіційним наступником збірної СРСР (останній матч відбувся 6 жовтня 1991 року зі збірною Угорщиною, а в турнірах 1992 року виступала збірна СНД — останній матч відбувся 20 квітня 1992 року проти французького клубу «Ліон», яка виступала у відбірному турнірі чемпіонату Європи 1993 року.
Найбільше матчів збірна провела проти Німеччини — 19 (0 перемог, 2 нічиїх, 17 поразок, різниця м'ячів 8:66).

## Відвідуваність
Рекорд відвідуваності (29 401 глядач) за участю збірної Росії встановлено на матчі ЧС-1999 зі збірною Канади (здобута перемога 4:1) 26.06.1999 у Нью-Йорку. В Європі рекорд встановлено 8 жовтня 2019 року на відбірному матчі ЧЄ-2021 в Ейндговені з чемпіонками Європи збірною Нідерландів — 23 877 глядачів (0:2). Усього матчів за участю збірної Росії, на яких було понад 10 тисяч глядачів — 16, з них 13 відбулося в США. Найбільше глядачів у Росії було на матчі, який відбувся 30 жовтня 2008 року в Нальчику, відбіркового турніру ЧЄ—2009 року зі збірною Шотландії — 7 тисяч глядачів (1:2).

## Форма та логотип
Російська домашня форма складається з темно-червоної футболки, червоних шортів та червоно-білих шкарпеток. Виїзна форма складається з білої футболки, світло-блакитних шортів і світло-блакитно-білих шкарпеток.